# Marian Stangenberg (inżynier)
Marian Stangenberg (ur. 1910 r., zm. 1986 r.) – polski inżynier rolnik. Absolwent Szkoły Głównej Gospodarstwa Wiejskiego w Warszawie. Od 1946 r. profesor na Wydziale Rolniczym Uniwersytetu i Politechniki we Wrocławiu, a od 1951 r. na Wydziale Inżynierii Sanitarnej Politechniki Wrocławskiej. Pochowany na Cmentarzu św. Wawrzyńca we Wrocławiu.

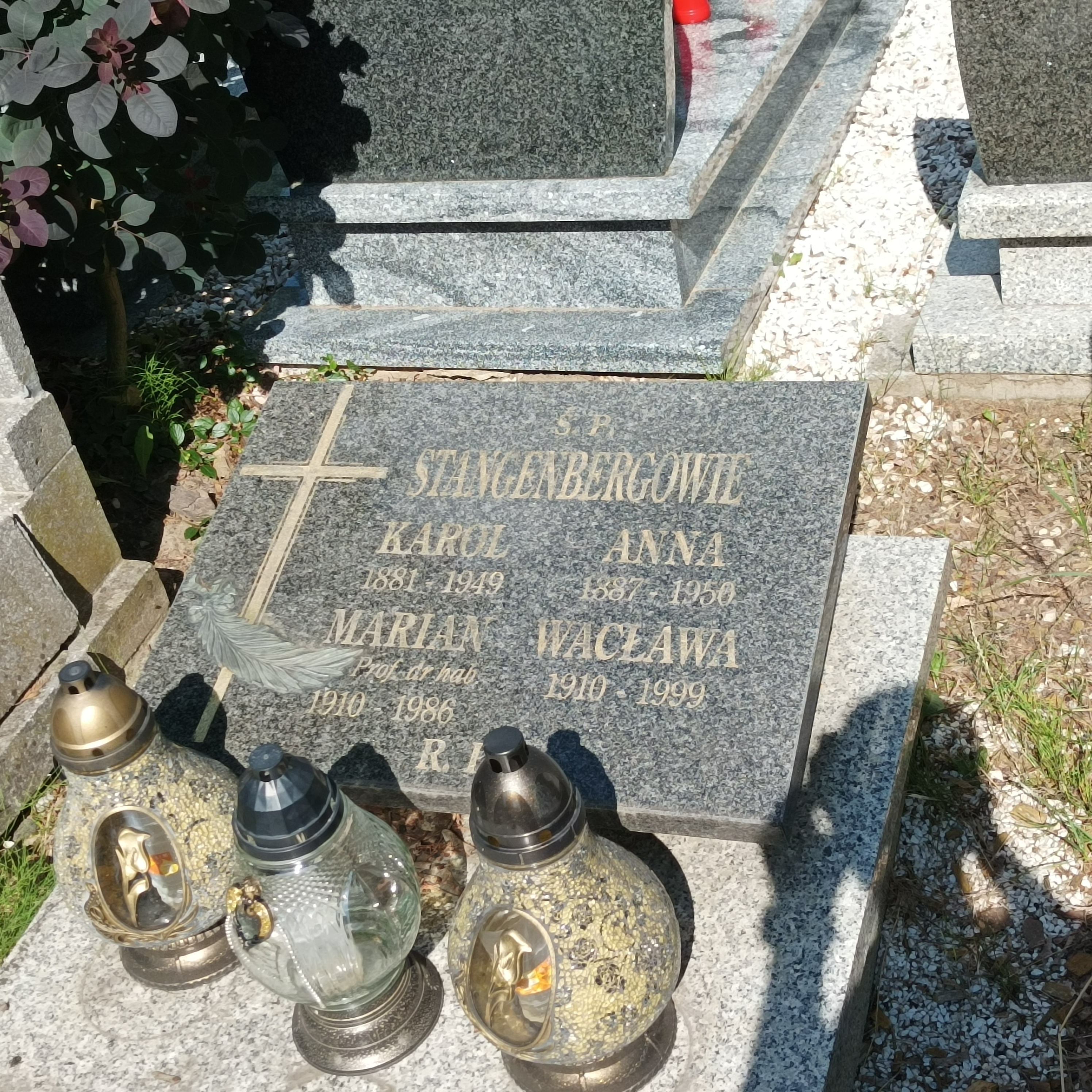
Grób prof. Mariana Stangenberga na cmentarzu św. Wawrzyńca